# Michael Marx (Journalist)
Michael Marx (* 2. August 1966 in Darmstadt, Hessen) ist ein deutscher Journalist und Fernsehmoderator.

## Leben und Karriere
Marx absolvierte von 1987 bis 1992 ein Studium für Publizistik an der Johannes Gutenberg-Universität in Mainz. Bis 1993 machte er eine Ausbildung zum Wirtschaftsredakteur und moderierte die Sendung Börsen TV beim Nachrichtensender n-tv in Berlin. Von 1995 bis 1998 präsentierte er die n-tv Telebörse. Zugleich arbeitete er als freier Mitarbeiter beim Wirtschaftsfunk des WDR.
Anschließend wechselte Marx zu C.A.M.P. TV nach München und war in der Redaktion des Bayern Journal tätig. Dabei produzierte er auch Beiträge für RTL und SuperChannel. Danach moderierte Marx bis 2000 das ProSieben-Infomagazin Die Reporter und ist seit 1999 Moderator sowie Nachrichtensprecher bei Newstime desselben Senders. Beim Nachrichtensender N24 war er seit Sommer 2000 für Wirtschaft und News zuständig. Zusätzlich sprach er in 50 Wirtschaftssendungen „CapiTalk“ mit Größen aus Industrie und Politik. Seit 2004 ist er Anchorman von ProSieben Newstime bzw. seit Juni 2023 dessen gleichnamige Nachfolgesendung :newstime.
Neben seiner Tätigkeit als Journalist war Marx auch als Hörbuch-Sprecher aktiv.

## Kritik
In die Kritik geriet er, weil er sich am 13. März 2009 für eine gefälschte Nachrichtensendung zur Verfügung stellte, welche die Serie Fringe – Grenzfälle des FBI bewarb, siehe Kritik an Newstime.